# رینکتومی
رینکتومی(به انگلیسی: Rhinectomy) به عمل جراحی برداشتن تمام یا بخشی از بینی گفته میشود. اگر قسمتی جزئی از آن برداشته شود آنگاه پارشال رینکتومی نامیده میشود در صورتی که تمام بینی در طی عمل برداشته شود، توتال رینکتومی نام میگیرد. جهت بهبودی نیاز به پروتز بینی میباشد.